# Eunidia mombasae
Eunidia mombasae är en skalbaggsart som beskrevs av Stefan von Breuning 1983. Eunidia mombasae ingår i släktet Eunidia och familjen långhorningar.
Artens utbredningsområde är Kenya. Inga underarter finns listade i Catalogue of Life.